# Чемпионат Украины по русским шашкам среди мужчин
Чемпионат Украины по русским шашкам среди мужчин — ежегодный турнир по шашкам. Первый чемпионат состоялся в 1925 году в Харькове. До 1992 года проводился чемпионат Украинской ССР. Проводится также в форматах быстрые шашки и блиц.

## Призёры
| Год  | Место           | 1                                                               | 2                                      | 3                               | Примечания                                         |               |
| ---- | --------------- | --------------------------------------------------------------- | -------------------------------------- | ------------------------------- | -------------------------------------------------- | ------------- |
| 1925 | Харьков         | Борис Ковельман Вячеслав Лисенко                                | -------                                | Борис Миротин                   |                                                    | 7 участников  |
| 1926 | Одесса          | Михаил Смоляк                                                   | Б. Ильинский Ломазов                   | -------                         |                                                    | 7 участников  |
| 1928 | Одесса          | Михаил Смоляк                                                   | Владимир Бакуменко В. Романов          | ------                          |                                                    | 13 участников |
| 1932 | Харьков         | Михаил Смоляк                                                   | В. Романов                             | Борис Блиндер Соломон Блиндер   |                                                    | 16 участников |
| 1936 | Киев            | Семён Корхов                                                    | Михаил Смоляк Михаил Поляк Семён Натов | ------                          |                                                    | 18 участников |
| 1937 | Одесса          | И. Риммер Борис Блиндер                                         | -------                                | Семён Корхов М. Мельцин         |                                                    | 16 участников |
| 1938 | Донецк          | Борис Блиндер                                                   | ------                                 | В. Могилевич В. Романов         |                                                    | 16 участников |
| 1939 | Днепропетровск  | В. Могилевич                                                    | И. Риммер В. Романов                   | ------                          |                                                    | 18 участников |
| 1940 | Киев            | 1-4 Владимир Бакуменко Исер Куперман В. Могилевич Борис Блиндер | ------                                 | ------                          | В дополнительном матч-турнире победил В. Могилевич | 18 участников |
| 1946 | Харьков         | Борис Блиндер                                                   |                                        |                                 |                                                    |               |
| 1948 | Винница         | Анатолий Коврижкин                                              |                                        | Зиновий Цирик                   |                                                    |               |
| 1949 | Киев            | Зиновий Цирик                                                   | Борис Блиндер                          | Марат Коган                     |                                                    |               |
| 1950 | Одесса          | Зиновий Цирик Борис Блиндер Николай Спанцирети Марат Коган      |                                        |                                 |                                                    |               |
| 1951 |                 | Борис Блиндер                                                   |                                        |                                 |                                                    |               |
| 1952 |                 | Борис Блиндер                                                   |                                        |                                 |                                                    |               |
| 1953 |                 | Борис Блиндер                                                   |                                        |                                 |                                                    |               |
| 1954 |                 | Борис Блиндер                                                   |                                        |                                 |                                                    |               |
| 1955 |                 | Борис Блиндер                                                   |                                        |                                 |                                                    |               |
| 1956 |                 |                                                                 |                                        |                                 |                                                    |               |
| 1957 |                 | Борис Блиндер                                                   |                                        |                                 |                                                    |               |
| 1958 |                 | Борис Блиндер                                                   |                                        |                                 |                                                    |               |
| 1959 | Севастополь     | Зиновий Цирик Николай Спанцирети                                | --------                               | Борис Блиндер Ярослав Белорус   | швейцарская система                                | 44 участника  |
| 1960 | Черновцы        | Зиновий Цирик Борис Блиндер                                     |                                        |                                 |                                                    |               |
| 1961 | Мариуполь       | Борис Блиндер                                                   |                                        | Николай Бенедикт                |                                                    |               |
| 1962 |                 | Виктор Богуславский                                             | Борис Блиндер                          | Марк Перевесле Николай Бенедикт | швейцарская система                                | 44 участника  |
| 1963 |                 | Николай Бенедикт                                                | Владимир Воловик                       | ------                          | швейцарская система                                | 46 участников |
| 1964 |                 |                                                                 |                                        |                                 |                                                    |               |
| 1965 |                 | Дмитрий Брондз                                                  |                                        |                                 |                                                    |               |
| 1966 |                 |                                                                 |                                        |                                 |                                                    |               |
| 1967 |                 | Дмитрий Брондз                                                  |                                        |                                 |                                                    |               |
| 1968 |                 |                                                                 |                                        |                                 |                                                    |               |
| 1969 |                 | Владимир Фёдоров                                                |                                        | Алексей Халин                   |                                                    |               |
| 1970 | Харьков         | Владимир Куликов                                                | Марк Соколовский                       |                                 |                                                    |               |
| 1971 | Луганск         | Александр Розвалинов                                            | Илья Гринблат                          |                                 |                                                    |               |
| 1972 | Полтава         | Илья Гринблат                                                   | Михаил Рахунов                         |                                 |                                                    |               |
| 1973 | Евпатория       | Михаил Рахунов                                                  | Владимир Ткаченко                      | Виктор Барабашев                |                                                    |               |
| 1974 | Днепродзержинск | Виктор Барабашев                                                | В. Фомин                               | Николай Бенедикт                |                                                    |               |
| 1975 | Симферополь     | Виктор Барабашев                                                | Анатолий Коган                         | В. Фомин                        |                                                    |               |
| 1976 | Симферополь     | Николай Бенедикт Владимир Фёдоров                               | ------                                 | Владимир Вайсер                 |                                                    |               |
| 1977 | Днепродзержинск | Александр Косенко                                               |                                        |                                 |                                                    |               |
| 1978 | Одесса          | Михаил Рахунов                                                  |                                        |                                 |                                                    |               |
| 1979 | Луцк            | Владимир Вайсер                                                 | Анатолий Коган                         | Игорь Гончаров                  |                                                    |               |
| 1980 | Красноперекопск | Александр Косенко                                               | Василий Максимчук                      | Д. Стернин                      |                                                    |               |
| 1981 | Красноперекопск | Анатолий Коган                                                  | Юрий Охрименко                         | Александр Розвалинов            |                                                    |               |
| 1982 | Херсон          | Сергей Щербаков                                                 | Валерий Гребёнкин                      |                                 |                                                    |               |
| 1983 | Мелитополь      | Владимир Ткаченко                                               | Виктор Барабашев                       | Андрей Филин                    |                                                    |               |
| 1984 | Сумы            | Михаил Рахунов                                                  | Валерий Гребёнкин                      |                                 |                                                    |               |
| 1985 | Луцк            | Виктор Барабашев                                                | Сергей Бойко                           | Владимир Ткаченко               |                                                    |               |
| 1986 | Тернополь       | Валерий Гребёнкин                                               | Михаил Рахунов                         | Марк Макрович                   |                                                    |               |
| 1987 | Луцк            | Марк Макрович                                                   | Михаил Рахунов Ростислав Лещинский     | ------------                    |                                                    |               |
| 1988 | Херсон          | Ростислав Лещинский                                             | Марк Макрович Леонид Ципес             | ------------                    |                                                    |               |
| 1989 | Дружковка       | Евгений Новиков                                                 | Виталий Цокало                         | Леонид Ципес                    |                                                    |               |
| 1990 | Киев            | Анатолий Загуляев                                               | Виталий Цокало                         | Илья Степанов                   |                                                    |               |
| 1991 | Симферополь     | Геннадий Вишневский                                             | Виталий Цокало                         | Алексей Пыж                     |                                                    |               |
| 1992 | Красноград      | Геннадий Вишневский                                             | Олег Шапунов                           | Игорь Макаренков                |                                                    |               |
| 1993 | Ивано-Франковск | Илья Степанов                                                   | Олег Шапунов                           | В. Сухович                      |                                                    |               |
| 1994 | Ивано-Франковск | Игорь Макаренков                                                | Валерий Гребёнкин                      | Валерий Клементьев              |                                                    |               |
| 1995 | Киев            | Илья Степанов                                                   | Валерий Гребёнкин                      | Олег Шапунов                    |                                                    |               |
| 1996 | Симферополь     | Игорь Макаренков                                                | Сергей Бойко                           | Валерий Клементьев              |                                                    |               |
| 1997 | Ирпень          | Игорь Макаренков                                                | Сергей Бойко                           | Александр Колин                 |                                                    |               |
| 1998 | Конча-Заспа     | Игорь Макаренков                                                | Сергей Бойко                           | Валерий Гребёнкин               |                                                    |               |
| 1999 | Запорожье       | Игорь Макаренков                                                | Валерий Гребёнкин                      | Дмитрий Мариненко               |                                                    |               |
| 2000 | Херсон          | Валерий Гребёнкин                                               | Сергей Бойко                           | Игорь Макаренков                |                                                    |               |
| 2001 | Винница         | Валерий Гребёнкин                                               | Валерий Клементьев                     | Игорь Макаренков                |                                                    |               |
| 2002 | Херсон          | Валерий Гребёнкин                                               | Евгений Новиков                        | Игорь Макаренков                |                                                    |               |
| 2003 | Евпатория       | Евгений Новиков                                                 | Сергей Белошеев                        | Юрий Аникеев                    |                                                    |               |
| 2004 | Запорожье       | Кирилл Иванов                                                   | Валерий Гребёнкин                      | Сергей Белошеев                 |                                                    |               |
| 2005 | Чернигов        | Александр Колин                                                 | Юрий Аникеев                           | Евгений Новиков                 |                                                    |               |
| 2006 | Днепродзержинск | Сергей Белошеев                                                 | Вадим Лапин                            | Кирилл Иванов                   |                                                    |               |
| 2007 | Опака           | Сергей Белошеев                                                 | Денис Шкатула                          | Валерий Гребёнкин               |                                                    |               |
| 2008 | Артёмовск       | Сергей Белошеев                                                 | Василий Максимчук                      | Владислав Нан                   |                                                    |               |
| 2009 | Белая Церковь   | Сергей Белошеев                                                 | Сергей Бойко                           | Максим Обелец                   |                                                    |               |
| 2010 | Ивано-Франковск | Сергей Белошеев                                                 | Евгений Новиков                        | Валерий Гребёнкин               |                                                    |               |
| 2011 | Чернигов        | Сергей Бойко                                                    | Евгений Ивашко                         | Валерий Гребёнкин               |                                                    |               |
| 2012 | Ивано-Франковск | Сергей Белошеев                                                 | Сергей Бойко                           | Евгений Новиков                 |                                                    |               |
| 2013 | Мариуполь       | Сергей Белошеев                                                 | Валерий Гребёнкин                      | Владислав Мазур                 |                                                    |               |
| 2014 | Днепропетровск  | Сергей Бойко                                                    | Евгений Ивашко                         | Анатолий Панченко               |                                                    |               |
| 2015 | Днепропетровск  | Юрий Аникеев                                                    | Богдан Панченков                       | Геннадий Звонарёв               |                                                    | 12 участников |
| 2016 | Днепр           | Юрий Аникеев                                                    | Владислав Мазур                        | Владислав Антонович             |                                                    | 12 участников |
| 2017 | Днепр           | Владислав Антонович                                             | Феликс Шепель                          | Валерий Гребёнкин               |                                                    | 12 участников |
| 2018 | Днепр           | Евгений Ивашко                                                  | Владислав Антонович                    | Геннадий Звонарёв               |                                                    | 12 участников |
| 2019 | Днепр           | Феликс Шепель                                                   | Владислав Антонович                    | Геннадий Звонарёв               |                                                    | 12 участников |
| 2021 | Днепр           | Владислав Мазур                                                 | Феликс Шепель                          | Анатолий Панченко               |                                                    | 19 участников |
| 2023 | Днепр           | Феликс Шепель                                                   | Матвей Колесников                      | Богдан Панченков                |                                                    | 14 участников |
| 2024 | Каменское       | Матвей Колесников                                               | Виктор Горобец                         | Илья Демченко                   | круговая система                                   | 10 участников |